# Герб Александровского муниципального округа (Ставропольский край)
Герб Александровского муниципального округа Ставропольского края Российской Федерации — опознавательно-правовой знак, составленный и употребляемый в соответствии с правилами геральдики, служащий одним из официальных символов муниципального образования.
Первоначально был утверждён 20 ноября 2009 года как герб Александровского муниципального района и 23 апреля 2010 года внесён в Государственный геральдический регистр РФ с присвоением регистрационного номера 5918.
11 декабря 2020 года переутверждён как герб Александровского муниципального округа.

## Описание и обоснование символики
Геральдическое описание герба (блазон) гласит:

Герб Александровского округа представляет собой геральдический щит. В золотом щите над лазоревой оконечностью червлёная крепостная башня, обременённая в почётном месте серебряным вздыбленным конём, обращённым вправо, под которой в фокусе две скрещённые, чёрные, с серебряным убором шашки в ножнах клинками вниз.— Решение Совета депутатов Александровского муниципального округа от 11 декабря 2020 года № 103/103
Композиция герба отражает исторические, географические, экономические и иные особенности Александровского округа. Червлёная (красная) крепостная башня символизирует крепости Азово-Моздокской линии — Александровскую и Северную, находившиеся на территории современного округа. Цвет башни соответствует цвету щита Александра Македонского, а также имени Александр, которое присутствует в названиях округа и его административного центра — села Александровского.
Славное казачье прошлое округа символизируют две чёрные скрещённые шашки и серебряный вздыбленный конь. Кроме того, фигура коня олицетворяет расположенный на территории муниципального образования конный завод, который занимается разведением породистых лошадей. Лазоревая оконечность щита обозначает реку Томузловку — «главную водную артерию» округа — и цвет терского казачества.

## История
Разработку герба Александровского муниципального района выполнил член Союза дизайнеров И. Л. Проститов при участии заместителя главы администрации района М. Г. Блюмского. 28 октября 2009 года предложенные ими варианты символики муниципального образования были рассмотрены на заседании геральдической комиссии при губернаторе Ставропольского края.
Подготовленные И. Л. Проститовым проекты были отклонены комиссией, поскольку положенные в их основу образ Александра Невского и его атрибуты уже использовались в гербе Александровского сельсовета Александровского района (утверждён 10 ноября 2004 года), а также в гербе Александрийского сельсовета Георгиевского района (утверждён 9 апреля 2008 года).
В ходе дальнейшего рассмотрения положительную оценку членов геральдической комиссии получила идея М. Г. Блюмского об использовании в гербе в качестве главной фигуры «крепости, как символа не только Александровского района, но и всей Азово-Моздокской линии», и, в итоге, за основу будущего герба района была принята предложенная им концепция символики («в золотом поле щита — червлёная башня, обременённая серебряным скакуном, под башней — две скрещённые шашки»), а И. Л. Проститову было поручено доработать эту концепцию в соответствии с правилами геральдики.
20 ноября 2009 года районный совет утвердил герб и флаг муниципального образования, исполненные И. Л. Проститовым. В проектах, рассматривавшихся геральдической комиссией, предлагалось поместить над гербовым щитом изображение короны. Однако комиссия рекомендовала отказаться от её использования, и в окончательный вариант герба Александровского района этот дополнительный элемент не вошёл.
23 апреля 2010 года Геральдический совет при президенте РФ одобрил герб и флаг Александровского муниципального район и внёс их в Государственный геральдический регистр (герб — под номером 5918, флаг — под номером 5919), а 24 июня того же года на заседании краевой геральдической комиссии главе районной администрации И. В. Журавлёву были вручены свидетельства об их государственной регистрации.
Законом Ставропольского края от 31 января 2020 г. № 1-кз, с 16 марта 2020 года все муниципальные образования Александровского муниципального района были преобразованы, путём их объединения, в Александровский муниципальный округ.
Решением Совета депутатов Александровского муниципального округа от 11 декабря 2020 года № 103/103 официальными символами округа установлены ранее утверждённые герб и флаг Александровского муниципального района.